# Jerome Froese
Jerome Froese (* 24. November 1970 in Berlin-Schöneberg) ist ein deutscher Elektronik-Musiker und Sohn des Elektronik-Musik-Pioniers Edgar Froese der Gruppe Tangerine Dream.

## Leben
Jerome Froese war 1990 bis 2006 ebenfalls Mitglied der Gruppe Tangerine Dream, die von seinem Vater Edgar Froese 1967 gegründet wurde. Weihnachten 1987 erhielt Froese sein erstes Instrument, ein Schlagzeug. Von hier an übte er auch auf Keyboards und an Gitarren bis zu seinem Einstieg bei Tangerine Dream. Sein erstes Gastspiel bei Tangerine Dream war auf dem Album Lily on the Beach, wo er auf dem Stück Radio City Gitarre spielte. Seine erste offizielle Teilnahme bei Tangerine Dream war auf dem 1990 erschienenen Album Melrose und er ging noch im gleichen Jahr mit der Band auf Tour.
Nachdem Paul Haslinger Tangerine Dream verlassen hatte, arbeitete die Band live wie im Studio als Duo (Vater Edgar Froese und Sohn Jerome Froese) mit verschiedenen Gastmusikern.
Im Jahr 2000 begann Jerome Froese als DJ mit Veröffentlichungen einer Reihe von Solo-Aufnahmen unter dem Pseudonym TDJ Rome. Seine erste Single unter seinem eigenen Namen kam 2004 mit der limitierten 1-Track Ausgabe C8 H10 N4 O2 (die chemische Summenformel für Koffein) heraus. 2005 veröffentlichte Froese Radio Pluto, eine EP, welche als Vorläufer zu seinem später erschienen Solo-Album Neptunes diente.
Im Sommer 2018 erschien das Album "Beginn" gemeinsam mit der ehemaligen "Propaganda"-Sängerin Claudia Brücken.

## Diskografie (Auswahl)

### Alben
- 2004: TDJ Rome – Unpleasant Poems (Compilation)
- 2005: Jerome Froese – Neptunes
- 2008: Jerome Froese – Shiver Me Timbers
- 2011: Jerome Froese – Nightshade Family
- 2012: Jerome Froese – Far Side Of The Face
- 2012: Jerome Froese – Cases Of Recurrence (Compilation)

### Singles & EPs
- 2000: TDJ Rome – Serenely Confident / Vivid Scarlet Hue
- 2000: TDJ Rome – Freeze Framez / Ground Clearance
- 2001: TDJ Rome – Vermond Curry / Babe Soda
- 2004: Jerome Froese – C8 H10 N4 O2
- 2005: Jerome Froese – Radio Pluto (EP)
- 2007: Jerome Froese – Precooked Munchies (EP)
- 2009: Jerome Froese – The Speed of Snow (EP)
- 2010: Jerome Froese – Preventive Medicine (EP)
- 2011: Jerome Froese – Einzelkind (EP)

## Dokumentarfilm
- Tangerine Dream. Sound of another World. Dokumentarfilm, Deutschland, 2016, 58:32 Min., Buch und Regie: Margarete Kreuzer, Produktion: Tag/Traum, Eastgate, WDR, rbb, arte, Erstsendung: 25. November 2016 bei arte, Inhaltsangabe von arte, (Memento vom 26. November 2016 im Internet Archive).